# Rhyacophila paurava
Rhyacophila paurava är en nattsländeart som beskrevs av Schmid 1959. Rhyacophila paurava ingår i släktet Rhyacophila och familjen rovnattsländor. Inga underarter finns listade i Catalogue of Life.